# Великий, Семён Афанасьевич
Симеон (Семён) Афанасьевич Великий (1772, Санкт-Петербург — 13 [24] августа 1794, Вест-Индия, Карибское море) — внебрачный сын Павла I. Служил на флоте, дослужился до звания капитан-лейтенанта (1790).
«Симеон Афанасьевич» был сыном великого князя от фрейлины Софьи Степановны Ушаковой (1746—1803), дочери сначала новгородского, а затем петербургского губернатора Степана Фёдоровича Ушакова (1705—?). По крёстному отцу получил отчество Афанасьевич.

## Биография
Как указывают историки, летом 1771 года великий князь Павел Петрович тяжело заболел. Императрица Екатерина II и граф Никита Панин не отходили от больного, — и при этом опять поползли слухи о том, что в случае смерти великого князя наследником будет провозглашён сын Екатерины и Орлова Алексей Бобринский. Поскольку в России не было закона о престолонаследии и точно не определялся возраст совершеннолетия, было неясно, с какого момента Павла можно считать вышедшим из детства. Было при этом очевидно, что вряд ли удастся отложить этот момент надолго после его 18-го дня рождения в октябре 1772 года. Именно в этот период Екатерина испытывала особенную необходимость остерегаться попыток возвести его на престол.

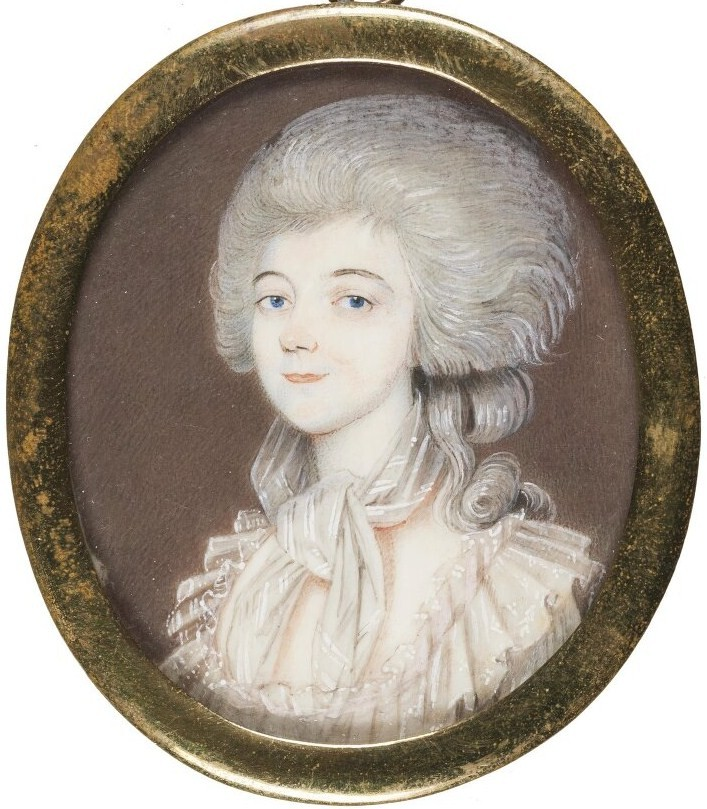
София Ушакова

Здоровье великого князя при этом оставалось хрупким, поэтому особую остроту приобрёл вопрос о его женитьбе — нужно было позаботиться о дальнейшем престолонаследии: «чтобы убедиться, что он способен произвести наследника, Павла поощрили к связи с некой покладистой вдовой, от которой в 1772 г. у него родился сын, известный как Симеон Великий. Воспитанный Екатериной в её собственных покоях (в отличие от Бобринского), он вступил на службу в русский, а затем в британский флот и умер в Вест-Индии в 1794 г.»
Упоминается, что Екатерина не хотела отдавать внука матери, но в итоге, при ходатайстве Шувалова, отдала. В 1780 году его поместили в закрытую Петропавловскую школу с приказанием дать «наилучшее воспитание». Окончив школу в звании сержанта Измайловского полка, был переведён в Морской кадетский корпус, который закончил в 1789 году. Стал служить на корабле «Не тронь меня», под началом капитана Тревенена. Участвовал в войне со шведами. После морского сражения 22 июня 1790 года Семёна Великого послали с донесением к Екатерине II. Бабушка не видела его 10 лет.
1 июля 1790 года императрица произвела Семёна Великого в капитан-лейтенанты флота, а 17 октября 1793 года вышел указ Адмиралтейств-коллегии, по которому Семён вместе с группой других морских офицеров отправлялся в Лондон к чрезвычайному послу графу С. Р. Воронцову для поступления на службу в английский флот.
Николай Греч писал о нём: 
«Перед вступлением в первый брак императора Павла дали ему для посвящения его в таинства Гименея какую-то деву. Ученик показал успехи, и учительница обрюхатела. Родился сын. Его, не знаю почему, прозвали Семёном Ивановичем Великим и воспитали рачительно. Когда минуло ему лет восемь, поместили в лучшее тогда петербургское училище, Петровскую школу, с приказанием дать ему наилучшее воспитание, а чтоб он не догадался о причине сего предпочтения, дали ему в товарищи детей неважных лиц; с ним наравне обучались: Яков Александрович Дружинин, сын придворного камердинера; Фёдор Максимович Брискорн, сын придворного аптекаря; Григорий Иванович Вилламов, сын умершего инспектора классов Петровской школы; Христиан Иванович Миллер, сын портного; и Илья Карлович Вестман, не знаю чей сын. По окончании курса наук в школе, государыня Екатерина II повелела поместить молодых людей в Иностранную коллегию, только одного из них, Дружинина, взяла секретарём при своей собственной комнате. Великий объявил, что желает служить во флоте, поступил, для окончания наук, в Морской кадетский корпус, был выпущен мичманом, получил чин лейтенанта и сбирался идти с капитаном Муловским в кругосветную экспедицию. Вдруг (в 1793 году) заболел и умер в Кронштадте. В „Записках Храповицкого“ сказано: „Получено известие о смерти Сенюшки Великого“. Когда он был ещё в Петровской школе, напечатан был перевод его с немецким подлинником, под заглавием: „Обидаг, восточная повесть, переведённая Семеном Великим, прилежным к наукам юношею“. Андрей Андреевич Жандр в детстве своем видал Великого в Кронштадте, где тот катал ребёнка на шлюпке, сидя у руля…»
Согласно данным Морского министерства, Семён Великий погиб 13 (24) августа 1794 года при кораблекрушении английского корабля «Вангард (Vanguard)» во время страшного шторма в водах Антилии (очевидно, в районе островов Синт-Эстатиус и Сент-Томас, где шторм был замечен). Официально считается пропавшим без вести.
По версии, выдвинутой историком великим князем Николаем Михайловичем, именно Семён Великий был старцем Фёдором Кузьмичом.